# 시씨식사사
《시씨식사사》(중국어 간체자: 施氏食狮史, 정체자: 施氏食獅史, 병음: Shī Shì shí shī shǐ)는 중화민국 초기의 언어학자인 자오위안런이 쓴 서로 다른 성조의 shi (스)로만 되어 있는 유희시(遊戱詩)이다. 한자로 쓰면 이해할 수 있지만 병음으로는 해석이 곤란하다. 이 시는 중국어의 라틴문자화가 불합리하다는 것을 지적하는 것 같지만, 실제 자오위안런은 국어라마자 제정의 주요 일원이었으므로, 중국어의 라틴문자화가 백화문에는 적합하지만 문어에는 적합하지 않다는 것을 설명하기 위한 것이라고 한다.

## 원문
石室詩士施氏(shíshì shīshì shīshì)，嗜獅(shìshī)，誓食十獅(shìshí shíshī)。氏時時適市視獅(shì shíshí kuòshì shìshī)。十時(shí shí)，適十獅適市(kuò shíshī kuòshì)。是時(shì shí)，適施氏適市(kuòshīshì kuòshì)。氏視是十獅(shìshì shì shíshī)，恃矢勢(shìshǐshì)，使是十獅逝世(shǐ shì shíshī shìshì)。氏拾是十獅屍(shìshi shì shíshī shī)，適石室(kuòshíshì)。石室濕(shíshì shī)，氏使侍拭石室(shì shǐ shìshì shíshì)。石室拭(shíshì shì)，氏始試食是十獅(shìshǐ shìshí shì shíshī)。食時(shíshí)，始識是十獅屍(shǐshì shì shíshī shī)，實十石獅屍(shí shíshí shīshī)。試釋是事(shìshì shì shì)。

 — 趙元任(zhàoyuán rèn) 《施氏食獅史(shīshì shí shīshǐ)》
석굴에 사는 시인 시(施)씨는 사자가 좋아서 사자 열 마리를 먹겠노라 맹세했다. 그는 때때로 사자를 보러 시장에 갔다. 열 시가 되자 사자가 시장에 왔다. 그러자 그가 열 마리의 사자를 보고, 자신 있는 활솜씨로 열 마리 사자를 죽였다. 그는 열 마리의 사자 시체를 석굴로 가져갔다. 석굴이 습해, 심부름꾼에게 석굴을 청소시켰다. 석굴이 깨끗해지자, 그는 사자 열 마리를 먹어보기 시작했다. 먹어보니, 그는 열 마리 사자 시체가 실은 열 덩어리의 돌 사자 시체라는 것을 깨닫게 됐다. 이게 무슨 일이란 말인가.
 — 자오위안런 《시씨식사사》

## 같이 보기
- Buffalo buffalo Buffalo buffalo buffalo buffalo Buffalo buffalo